# Charmbracelet World Tour
Il Charmbracelet World Tour è il quinto tour di concerti della cantautrice statunitense Mariah Carey, intrapreso tra 2003 e 2004 per promuovere l'album Charmbracelet.

## La storia del Tour
Questo fu il quinto tour della Carey e il più esteso, prevedendo oltre 60 date in oltre otto mesi. I tour precedenti della Carey si erano limitati a visitare pochi Paesi, prevalentemente in Europa e Nord America. Il Charmbracelet World Tour al contrario fu un tour mondiale, che toccò anche l'Asia e il Medio Oriente.
Questo tour fu visto come un tentativo di rafforzare il successo commerciale in declino della Carey, immediatamente dopo i flop di Glitter e Charmbracelet. Le vendite iniziali dei biglietti nel Nord America furono modeste e i concerti furono sottodimensionati, e si tennero in teatri e auditorium anziché in arene. La cantante motivò la scelta spiegando che voleva che l'atmosfera dei concerti fosse più "intima". L'interesse per la Carey fu più forte fuori dagli Stati Uniti, e molte di quelle date si tennero in arene o addirittura stadi.
La grande estensione del tour non era stata inizialmente programmata. Per le nuove date, Mariah Carey decise di presentare uno show più breve, tagliando alcune canzoni dalla scaletta ed eseguendone di nuove, interpretando brani natalizi durante il periodo.
Secondo Pollstar, il tour ebbe ricavi pari a 65,6 milioni di dollari fuori dagli USA, ma negli Stati Uniti solo di $15,1 milioni. Alla fine, solo 10 delle 28 date americane fecero il tutto esaurito. L'affluenza minore fu al Fox Thetre di Saint Louis, dove furono venduti solo 1.841 biglietti su 4.278 posti disponibili.
I concerti in alcuni paesi asiatici furono spostati o cancellati a causa dell'epidemia di SARS. Il concerto di Singapore fu cancellato, e una data in Corea fu posticipata.

## Scaletta dei concerti
1. Looking In (Intro)
2. Heartbreaker/ Heartbreaker Remix
3. Dreamlover
4. Through the Rain
5. My All / Club Mix
6. Marionette Show Intro
7. Clown
8. Can't Take That Away (Mariah's Theme)
9. Honey
10. I Know What You Want
11. Subtle Invitation
12. My Saving Grace
13. I'll Be There
14. Bringin' on the Heartbreak
15. Fantasy (Remix)
16. Always Be My Baby
17. Make It Happen
18. Vision of Love
19. Hero
20. Butterfly (Outro)

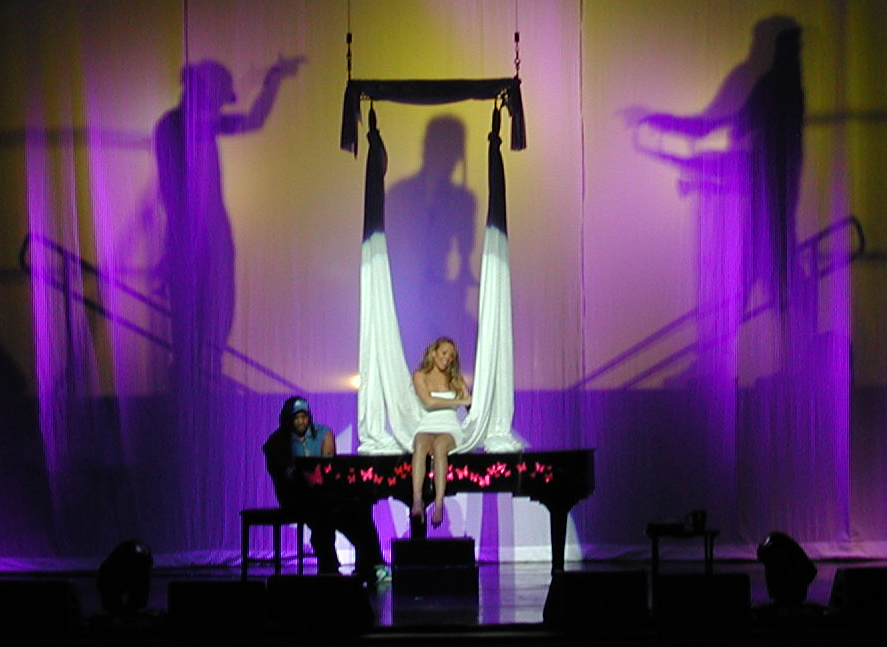
Mariah Carey durante il Charmbracelet Tour

- "Can't Take That Away (Mariah's Theme)" fu sostituita da "One Sweet Day" ai concerti di Saint Louis, Denver e Mashantucket.

### Canzoni eseguite solo ad alcune date
- "You Got Me"
- "Without You"
- "What Would You Do"
- "Joy to the World"
- "Hark! The Herald Angels Sing"
- "All I Want for Christmas Is You"

## Date del tour
| Data             | Città           | Paese                 | Luogo                            |
| ---------------- | --------------- | --------------------- | -------------------------------- |
| 2003             |                 |                       |                                  |
| Asia             |                 |                       |                                  |
| 21 giugno        | Seul            | Corea del Sud         | 88 Green Grass                   |
| 24 giugno        | Osaka           | Giappone              | Osaka-jo Hall                    |
| 26 giugno        | Osaka           | Giappone              | Osaka-jo Hall                    |
| 29 giugno        | Fukuoka         | Giappone              | Marine Messe                     |
| 1º luglio        | Fukuoka         | Giappone              | Marine Messe                     |
| 3 luglio         | Hiroshima       | Giappone              | Hiroshima Sun Plaza              |
| 6 luglio         | Tokyo           | Giappone              | Nippon Budokan                   |
| 8 luglio         | Tokyo           | Giappone              | Nippon Budokan                   |
| 10 luglio        | Tokyo           | Giappone              | Nippon Budokan                   |
| 13 luglio        | Nagoya          | Giappone              | Rainbow Hall                     |
| 15 luglio        | Nagoya          | Giappone              | Rainbow Hall                     |
| America del Nord |                 |                       |                                  |
| Data             | Città           | Paese                 | Luogo                            |
| 26 luglio        | Las Vegas       | Stati Uniti d'America | Caesars Palace                   |
| 29 luglio        | Chicago         | Stati Uniti d'America | United Center                    |
| 1º agosto        | Saint Louis     | Stati Uniti d'America | Fox Theatre                      |
| 3 agosto         | Cleveland       | Stati Uniti d'America | Scene Pavilion                   |
| 5 agosto         | Columbia        | Stati Uniti d'America | Merriweather Post Pavillion      |
| 7 agosto         | Toronto         | Canada                | Air Canada Centre                |
| 10 agosto        | Morrison        | Stati Uniti d'America | Red Rocks Amphiteatre            |
| 13 agosto        | Concord         | Stati Uniti d'America | Chronicle Pavilion               |
| 15 agosto        | San Diego       | Stati Uniti d'America | SDSU Open Air Theater            |
| 18 agosto        | Los Angeles     | Stati Uniti d'America | Universal Amphitheatre           |
| 21 agosto        | Los Angeles     | Stati Uniti d'America | Universal Amphitheatre           |
| 23 agosto        | Phoenix         | Stati Uniti d'America | Dodge Theatre                    |
| 26 agosto        | Grand Prairie   | Stati Uniti d'America | Next Stage Theatre               |
| 28 agosto        | Houston         | Stati Uniti d'America | C.W. Mitchell Pavilion           |
| 30 agosto        | Orlando         | Stati Uniti d'America | Bob Carr Performing Arts Center  |
| 1º settembre     | Fort Lauderdale | Stati Uniti d'America | Broward Center                   |
| 3 settembre      | Tampa           | Stati Uniti d'America | Tampa Bay Performing Arts Center |
| 6 settembre      | Mashantucket    | Stati Uniti d'America | Foxwoods' Fox Theatre            |
| 8 settembre      | Boston          | Stati Uniti d'America | Wang Center                      |
| 10 settembre     | Filadelfia      | Stati Uniti d'America | Tower Theater                    |
| 12 settembre     | Wallingford     | Stati Uniti d'America | Oakdale Theater                  |
| 14 settembre     | Cincinnati      | Stati Uniti d'America | U.S. Bank Arena                  |
| 18 settembre     | New York        | Stati Uniti d'America | Radio City Music Hall            |
| 20 settembre     | Atlantic City   | Stati Uniti d'America | Trump Taj Mahal                  |
| 23 settembre     | Manchester      | Stati Uniti d'America | Verizon Wireless Arena           |
| Europa           |                 |                       |                                  |
| Data             | Città           | Paese                 | Luogo                            |
| 27 settembre     | Mosca           | Russia                | Palazzo di Stato del Cremlino    |
| 29 settembre     | Mosca           | Russia                | Palazzo di Stato del Cremlino    |
| 2 ottobre        | San Pietroburgo | Russia                | Arena del Ghiaccio               |
| 5 ottobre        | Stoccolma       | Svezia                | Globe Arena                      |
| 8 ottobre        | Rotterdam       | Paesi Bassi           | Ahoy Rotterdam                   |
| 10 ottobre       | Amburgo         | Germania              | Color Line Arena                 |
| 13 ottobre       | Berlino         | Germania              | Max Schmeling Halle              |
| 16 ottobre       | Monaco          | Germania              | Olympiahalle                     |
| 19 ottobre       | Vienna          | Austria               | Wiener Stadthalle                |
| 22 ottobre       | Zurigo          | Svizzera              | Hallenstadion                    |
| 25 ottobre       | Glasgow         | Regno Unito           | SECC                             |
| 28 ottobre       | Birmingham      | Regno Unito           | NEC Arena                        |
| 30 ottobre       | Londra          | Regno Unito           | Wembley Arena                    |
| 1º novembre      | Manchester      | Regno Unito           | Evening News Arena               |
| 4 novembre       | Parigi          | Francia               | Palais Omnisports de Paris-Bercy |
| 7 novembre       | Milano          | Italia                | Fila Forum                       |
| Asia             |                 |                       |                                  |
| Data             | Città           | Paese                 | Luogo                            |
| 12 novembre      | Shanghai        | Cina                  | Hongkou Stadium                  |
| 14 novembre      | Shanghai        | Cina                  | Hongkou Stadium                  |
| 16 novembre      | Manila          | Filippine             | Fort Bonifacio                   |
| America del Nord |                 |                       |                                  |
| Data             | Città           | Paese                 | Luogo                            |
| 9 dicembre       | Portland        | Stati Uniti d'America | Arlene Schnitzer Concert Hall    |
| 10 dicembre      | Seattle         | Stati Uniti d'America | McCaw Hall                       |
| 12 dicembre      | San Jose        | Stati Uniti d'America | HP Pavilion at San Jose          |
| 15 dicembre      | Santa Barbara   | Stati Uniti d'America | Arlington Theatre                |
| 17 dicembre      | Los Angeles     | Stati Uniti d'America | Universal Amphitheater           |
| 19 dicembre      | Tucson          | Stati Uniti d'America | TCC Arena                        |
| 20 dicembre      | Las Vegas       | Stati Uniti d'America | Aladdin Theatre                  |
| 22 dicembre      | Costa Mesa      | Stati Uniti d'America | Orange County PAC                |
| 2004             |                 |                       |                                  |
| Asia             |                 |                       |                                  |
| Data             | Città           | Paese                 | Luogo                            |
| 13 febbraio      | Pusan           | Corea del Sud         | BEXCO Convention Center          |
| 15 febbraio      | Giacarta        | Indonesia             | Jakarta Hilton Convention Center |
| 17 febbraio      | Bangkok         | Thailandia            | Impact Arena                     |
| 20 febbraio      | Kuala Lumpur    | Malaysia              | Stadium Merdeka                  |
| 24 febbraio      | Beirut          | Libano                | B.I.E.L.                         |
| 26 febbraio      | Dubai           | Emirati Arabi Uniti   | Dubai Media City                 |